# Осыково (Луганская область)
Осыково (укр. Осикове) — село, относится к Белокуракинскому району Луганской области Украины.
Население по переписи 2001 года составляло 61 человек. Почтовый индекс — 92214. Телефонный код — 6462. Занимает площадь 1,38 км². Код КОАТУУ — 4420988006.

## Местный совет
92215, Луганська обл., Білокуракинський р-н, с. Тимошине  (укр.)